# Лодердейл (округ, Теннесси)
Округ Лодердейл (англ. Lauderdale County) располагается в штате Теннесси, США. Официально образован в 1818 году. По состоянию на 2010 год, численность населения составляла 27 815 человека.

## География
По данным Бюро переписи США, общая площадь округа равняется 1313,131 км2, из которых 1217,301 км2 — суша, и 95,830 км2, или 7,230 % — это водоёмы.

## Население
По данным переписи населения 2000 года в округе проживает 27 101 жителей в составе 9567 домашних хозяйств и 6 811 семей. Плотность населения составляет 22,00 человека на км2. На территории округа насчитывается 10 563 жилых строения, при плотности застройки около 9,00-ти строений на км2. Расовый состав населения: белые — 63,82 %, афроамериканцы — 34,08 %, коренные американцы (индейцы) — 0,62 %, азиаты — 0,16 %, гавайцы — 0,02 %, представители других рас — 0,52 %, представители двух или более рас — 0,78 %. Испаноязычные составляли 1,16 % населения независимо от расы.
В составе 32,80 % из общего числа домашних хозяйств проживают дети в возрасте до 18 лет, 49,70 % домашних хозяйств представляют собой супружеские пары, проживающие вместе, 17,60 % домашних хозяйств представляют собой одиноких женщин без супруга, 28,80 % домашних хозяйств не имеют отношения к семьям, 25,60 % домашних хозяйств состоят из одного человека, 11,10 % домашних хозяйств состоят из престарелых (65 лет и старше), проживающих в одиночестве. Средний размер домашнего хозяйства составляет 2,55 человека, и средний размер семьи — 3,06 человека.
Возрастной состав округа: 24,80 % — моложе 18 лет, 10,30 % — от 18 до 24, 31,20 % — от 25 до 44, 21,70 % — от 45 до 64, и 21,70 % — от 65 и старше. Средний возраст жителя округа — 35 лет. На каждые 100 женщин приходится 108,10 мужчин. На каждые 100 женщин старше 18 лет приходится 109,00 мужчин.
Средний доход на домохозяйство в округе составлял 29 751 USD, на семью — 36 841 USD. Среднестатистический заработок мужчины был 28 325 USD против 21 238 USD для женщины. Доход на душу населения составлял 13 682 USD. Около 16,20 % семей и 19,20 % общего населения находились ниже черты бедности, в том числе — 24,70 % молодежи (тех, кому ещё не исполнилось 18 лет) и 26,50 % тех, кому было уже больше 65 лет.